# Adarse
Adarse era, em 1747, um lugar pequeno da freguesia e termo da vila de Alverca, Comarca de Torres Vedras, Patriarcado de Lisboa, Província da Estremadura. Tinha na época nove vizinhos. Havia aqui uma ermida de Nossa Senhora da Piedade, imagem de muitos milagres, e continuamente frequentada de romagens por esta causa, maioritariamente nas sextas-feiras da Quaresma, e Oitavas do Espírito Santo, a que concorriam a festeja-la as vilas do Riba-Tejo, da cidade de Lisboa e outras partes.